# Prümtal-Radweg
De Prümtal-Radweg (Prümdalfietsroute) is een lange afstandsfietsroute in Duitsland. De route volgt de loop van de Prüm tot de monding in de Sauer bij Minden. Het traject is bewegwijzerd in twee richtingen. 

## Traject
De route volgt de loop van de Prüm maar start in Stadtkyll aan de Kyll. Hier wordt aangesloten op de Kylltalradweg. Nabij Reuth is de bron van de Prüm. De route voert door de stad Prüm en langs het stuwmeer van Bitburg. In zowel Prüm als Irrel kan worden aangesloten op de Nimstal-Radweg. In Pronsfeld kan worden aangesloten op de Eifel-Ardennen-Radweg naar Sankt Vith en de Vennbahn.
In eindpunt Minden kan worden aangesloten op de Sauer-Radweg.

## Aansluitingen met andere routes
- In Stadtkyll kan worden aangesloten op de Kylltalradweg.
- In Prüm kan worden aangesloten op de Nimstal-Radweg.
- In Pronsfeld kan worden aangesloten op de Enztal-Radweg en de Eifel-Ardennen-Radweg.
- In Holsthum kan worden aangesloten op de Enztal-Radweg.
- In Irrel kan worden aangesloten op de Nimstal-Radweg.
- In Minden kan worden aangesloten op de Sauer-Radweg.